# 윤준상
윤준상 (尹畯相, 1987년 11월 20일 ~ )은 대한민국의 바둑 기사이다. 별명은 윤국수이다.

## 학력
- 서울신성초등학교
- 충암중학교
- 충암고등학교
- 한국외국어대학교 중국어과

## 약력
2001년에 입단하였으며 2007년 국수전에서 우승하였다.